# 王俌
帶方公王俌（韓語：대방공 왕보；？—1128年5月16日（四月十六））是高麗國第十五任君主肅宗王顒的第四子，生母明懿太后柳氏。

## 生平
王俌有同母兄長睿宗王俁、上黨侯王佖、圓明國師王澄儼、弟弟大原公王侾、齊安公王偦、通義侯王僑與姊妹大寧宮主、興壽宮主、安壽宮主和福寧宮主。他在肅宗七年（1102年）受賜名，兄長睿宗即位後在元年（1106年）受封為推忠廣義功臣、開府儀同三司、檢校太尉、守司徒兼尙書令、上柱國、帶方侯（韓語：추충광의공신 개부의동삼사 검교태위 수사도 겸 상서령 상주국 대방후），食邑二千戶。三年後（1109年）升為帶方公，食邑三千戶。睿宗九年（1114年）再授他奉順功臣、守太保（韓語：봉순공신 수태보），食邑增至三千五百戶。
後來李資謙陷害他，在仁宗元年（1122年）將他流放到京山府，五年後（1128年）仁宗想召他回來，但他已死在京山府，仁宗追封諡號良簡（양간）。
王俌的只有一子王瑜，娶通義侯王僑的女兒為妻。